# القاسم بن الحسن بن علي
القاسم بن الحسن بن علي بن أبي طالب الهاشمي القرشي أحد أولاد الحسن بن علي بن أبي طالب  له عدة مواقف منها ليلة عاشوراء عندما سئل عن الموت، فقال أنه أحلى من العسل، وكذلك شجاعته عندما برز للقتال، ومن ثم مقتله. ولد في المدينة المنورة، وقتل في معركة كربلاء وهو يومئذ غلام.

## مقتله
كان مقتله شابا في معركة كربلاء حيث أنه بعد أن قُتل أبو بكر بن الحسن بن علي شقيق القاسم بن الحسن لأمه وأبيه استأذن القاسم بن الحسن عمه الحسين بن علي أن يخرج للقتال فما زال به حتى أذن له فخرج وفي يده السيف وعليه قميص وإزار، وفي رجليه نعلان فمشى يضرب بسيفه فانقطع شسع نعله اليسرى، فوقف ليشدها، فقال عمر بن سعد بن نفيل الأزدي: «والله لأشدن عليه» فما ولّى وجهه حتى ضرب رأس الغلام بالسيف، فوقع الغلام لوجهه وصاح: يا عماه. فجلى الحسين عليه ثم شد شدة فضرب عمرا بالسيف فاتقاه بساعده فأطنها من لدن المرفق، ثم تنحى عنه، فحملت خيل عمر بن سعد الأزدي ليستنقذوه من الحسين، فاستقبلته بصدورها وجالت فتوطأته، فلم يرم حتى مات، فلما تجلت الغبرة إذا بالحسين على رأس الغلام وهو يفحص برجليه، والحسين يقول: «بعدا لقوم قتلوك، وخصمهم فيك يوم القيامة رسول الله، عز على عمك أن تدعوه فلا يجيبك، أو يجيبك فلا تنفعك إجابته، يوم كثر واتره وقل ناصره». ثم احتمله على صدره، ورجلاه تخطان في الأرض، حتى ألقاه مع ابنه علي بن الحسين.

## مكانته في الوجدان الشيعي
يحتل القاسم بن الحسن بن علي بن أبي طالب موقعًا متميزًا ومؤثرًا في الوجدان الشيعي، يتجاوز كونه أحد شهداء معركة كربلاء ليصبح رمزًا قويًا لالبراءة الطفولية المكللة بالشهادة في عمرٍ مُبكِّر. تجسّد سيرته، بحسب الرؤية الشيعية، أقصى درجات التضحية والإيثار والفداء في سبيل المبادئ، رغم عدم تجاوزه سنّ الصبا.

### رمزية التضحية والفداء
يُستحضر اسم القاسم بن الحسن بانتظام في الزيارات المخصصة لأهل البيت، ولاسيما في زيارة الناحية المقدسة التي تنسب إلى الإمام الحجة (عج)، حيث يُعدُّ من الشهداء الذين يُخصّص لهم ذكرٌ ورثاء. في المجالس الحسينية، يُبكى على مصيره كـ"طفل مظلوم" حُرِمَ من متع الحياة الدنيا قبل أن يذوقها، مما يضفي على سيرته بعدًا تراجيديًّا عميقًا يُحرك المشاعر ويُذكّي روح التعاطف والتأسي.
ويُضرب به المثل الأعلى في الشجاعة والإقدام والوفاء رغم حداثة سنه. تُصوِّره السير الشعبية والمرويات التاريخية الشيعية كفتى حسن الطلعة، رابط الجأش، تمسّك بعمه الإمام الحسين (ع) تمسكًا شديدًا في ساعة معركة كربلاء، وأصرّ على القتال بعد استئذانه، ليلقى مصرعه في مشهدٍ بطولي مؤثر يُجسّد انتصار الروح والإرادة على الظلم.

### الحضور في الطقوس والأدب والفن
لا تزال قصة استشهاده تُروى بتفاصيلها المأساوية والمفعمة بالإيثار في ليلة عاشوراء، وتُخصَّص لها روايات وشعر رثاء مطوّلة تُنْظَم عبر العصور، تؤكد على بعده الرمزي كضحية للظلم وكنموذج للشاب الذي قدّم مستقبله في سبيل الإيمان. 
نتيجة لهذه الرمزية العميقة والحمولة العاطفية الفريدة، يحضر القاسم بن الحسن بقوة في اللوحات الفنية التي تُخلّد حدث الطف، وكذلك في المواكب والتشابيه العاشورائية حيث يُجسّد دوره، خاصة مشهد استئذانه القتال واستشهاده، بشكلٍ بارز. يُذكر اسمه دومًا ضمن نخبة خاصة من شهداء كربلاء الذين حظوا بمنزلةٍ رفيعة في الأدب الشيعي بمختلف ألوانه (من الشعر إلى النثر التاريخي والوعظي)، وفي خطاب التصوف العاطفي (العرفان الشيعي) الذي يرى في تضحيته تجليًا لأعلى مراتب المحبة والولاية الإلهية.